# 定心藤
定心藤（学名：Mappianthus iodoides）为茶茱萸科定心藤属下的一个种。